# Dawid Kocyła
Dawid Kocyła (Bełchatów, 23 luglio 2002) è un calciatore polacco, attaccante dell'Arka Gdynia.

## Caratteristiche tecniche
È un'ala destra.

## Carriera
Cresciuto nel settore giovanile del GKS Bełchatów, debutta in prima squadra il 27 luglio 2019 in occasione dell'incontro di I liga vinto 3-0 contro lo Stomil Olsztyn; nel gennaio seguente viene ceduto a titolo definitivo al Wisła Płock.

## Statistiche
Statistiche aggiornate al 14 marzo 2021.

### Presenze e reti nei club
| Stagione        | Squadra         | Campionato      | Campionato | Campionato | Coppe nazionali | Coppe nazionali | Coppe nazionali | Coppe continentali | Coppe continentali | Coppe continentali | Altre coppe | Altre coppe | Altre coppe | Totale | Totale | Totale |
| Stagione        | Squadra         | Comp            | Pres       | Reti       | Comp            | Pres            | Reti            | Comp               | Pres               | Reti               | Comp        | Pres        | Reti        | Pres   | Reti   |        |
| --------------- | --------------- | --------------- | ---------- | ---------- | --------------- | --------------- | --------------- | ------------------ | ------------------ | ------------------ | ----------- | ----------- | ----------- | ------ | ------ | ------ |
| 2019-gen. 2020  | GKS Bełchatów   | 1L              | 15         | 3          | CP              | 0               | 0               |                    | -                  | -                  |             | -           | -           | 15     | 3      |        |
| gen.-giu. 2020  | Wisła Płock     | EK              | 11         | 3          | CP              | 0               | 0               |                    | -                  | -                  |             | -           | -           | 11     | 3      |        |
| 2020-2021       | Wisła Płock     | EK              | 19         | 2          | CP              | 2               | 0               |                    | -                  | -                  |             | -           | -           | 21     | 2      |        |
| Totale carriera | Totale carriera | Totale carriera | 45         | 3          |                 | 2               | 0               |                    | -                  | -                  |             | -           | -           | 47     | 3      |        |

## Palmarès

### Club

#### Competizioni nazionali
- Campionato polacco di seconda divisione: 1

Arka Gdynia: 2024-2025